# Amoroso
Amoroso je priimek več oseb:
- Alessandra Amoroso, italijanska pevka
- Márcio Amoroso, brazilski nogometaš
- Bartholomaeus Amoroso, italijanski rimskokatoliški škof
- Domenico Amoroso, italijanski rimskokatoliški škof
- Francesco Amoroso, italijanski rimskokatoliški nadškof